# N251i
ムーバ N251i(ムーバ　エヌ　にー　ごー　いち アイ)は、日本電気(NEC)によって開発された、NTTドコモの携帯電話(mova)端末製品である。
マイナーチェンジモデルのムーバ N251iS(ムーバ　エヌ　にー　ごー　いち アイ　エス)についてもここで述べる。

## 概要
NEC初のiショット対応端末である。NEC端末らしく、コンパクトな仕上がりが特徴。
N211iの中ヒンジアンテナの評判が今ひとつだったようで、再び先端アンテナに戻っている。なお、中ヒンジアンテナは、2004年夏モデルのN506iで再度採用される。
カメラはドコモのカメラ付き端末では初となるCMOSの約11万画素で、サブディスプレイがモノクロ液晶で画像表示に対応できないため、カメラの横に自分撮り用の小さな鏡があった。
マイナーチェンジモデルのN251iSは、サブディスプレイをカラー液晶化し、自分撮り用のファインダーとして利用できるように改良した。これに伴い、厚さは2mm、質量が1g増えている。

## 歴史
- 2002年10月17日 - ドコモから発表。
- 2002年10月19日 - N251iの発売。
- 2003年4月22日 - N251iSの発売。
- 2012年3月31日 - movaサービス終了により使用はこの日限りとなる。